# Juravlînți, Horodok
Juravlînți (în ucraineană Журавлинці) este un sat în comuna Veseleț din raionul Horodok, regiunea Hmelnîțkîi, Ucraina.

## Demografie
Componența lingvistică a localității Juravlînți
     Ucraineană (100%)
Conform recensământului din 2001, toată populația localității Juravlînți era vorbitoare de ucraineană (100%).